# Untertriebelbach
Untertriebelbach ist eine Häusergruppe bei Bösenbrunn im sächsischen Vogtlandkreis.

## Geographie
Untertriebelbach ist eine östlich von Bösenbrunn liegende kleine Häusergruppe, die am Triebelbach auf einer Höhe von rund 433 m im Südvogtland liegt. Nördlich liegt Schönbrunn, südlich Obertriebelbach.

## Geschichte
Untertriebelbach ist eine neuere Bezeichnung für eine früher, erstmals 1791, als Fuchsmuͤhle oder Fuchspohl bezeichnete Mühle. Spätere Bezeichnungen der Siedlung sind Triebelbach (1825), Unter Triebelbach (1847 – 50) und Untertriebelbach (Fuchspöhl) (1875). Die Siedlung gehörte entsprechend zum Amt Voigtsberg im Vogtländischen Kreis und später zum Gerichtsamt, der Amtshauptmannschaft und dem (Land-)Kreis Oelsnitz, bis dieser im Vogtlandkreis aufging. Bereits 1875 gehörte der Ort mit damals 36 Einwohnern zu Bösenbrunn. Eine Fuchsmühle gibt es noch heute.

## Belege
1. ↑  Triebelbach, Unter- – HOV | ISGV. Abgerufen am 19. Dezember 2023.
2. ↑  "Fuchsmühle" Untertriebelbach: Wanderungen und Rundwege. Abgerufen am 19. Dezember 2023.